# بارلتا
شهر  بارلتا (به ایتالیایی: Barletta) با جمعیت ۹۳٬۵۹۵ نفر  در ناحیه آپولیا در کشور ایتالیا واقع شده‌است.